# Spinocaudichthys oumtkoutensis
Spinocaudichthys oumtkoutensis è un pesce osseo estinto, appartenente ai teleostei. Visse nel Cretaceo superiore (Cenomaniano, circa 100 - 95 milioni di anni fa) e i suoi resti fossili sono stati ritrovati in Africa.

## Descrizione
Questo pesce possedeva un profilo slanciato ed era di piccole dimensioni; solitamente non superava i 5 centimetri di lunghezza. Era dotato di un miscuglio di caratteristiche primitive e derivate, che lo distinguono da qualunque altro teleosteo del Cretaceo. Le vertebre erano presenti in numero variabile tra 32 e 46, ed erano presenti sia epineurali che epipleurali. Non era presente un supraneurale ossificato. La pinna dorsale era posta a circa metà del corpo, era piuttosto grande e di forma triangolare, ed era dotata di quattro grosse spine e di otto raggi sottili; la pinna anale, invece, era posta in posizione arretrata ed era sorretta da tre spine di grosse dimensioni e da cinque raggi sottili. La pinna caudale, ampia e profondamente biforcuta, era dotata di 20 raggi principali, e possedeva spine sia lungo la parte dorsale sia lungo quella ventrale; questa caratteristica è presente solo in alcuni pesci acantotterigi. Era presente una lunga spina neurale sul secondo centro preurale. Il cinto pettorale libero si inseriva posteriormente ai postcleitri, mentre le pinne pettorali erano situate in posizione bassa. Non era presente alcuna spina nelle pinne pelviche né in quelle pettorali. 

## Classificazione
Spinocaudichthys è considerato un rappresentante arcaico degli Acanthomorpha, il clade comprendente numerose specie di teleostei attuali, estremamente diversificato. Alcune caratteristiche primitive (l'assenza di spine nelle pinne pelviche, la morfologia plesiomorfica della pinna caudale) indicano che Spinocaudichthys non è ascrivibile né ai Paracanthopterygii né agli Acanthopterygii, i due grandi gruppi di acantomorfi, ma probabilmente è una forma basale, forse affine a Omosomopsis e a Sphenocephalus. 
Spinocaudichthys oumtkoutensis venne descritto per la prima volta nel 2001, sulla base di resti fossili ritrovati in Marocco, nei terreni del Kem Kem risalenti all'inizio del Cretaceo superiore (Cenomaniano).

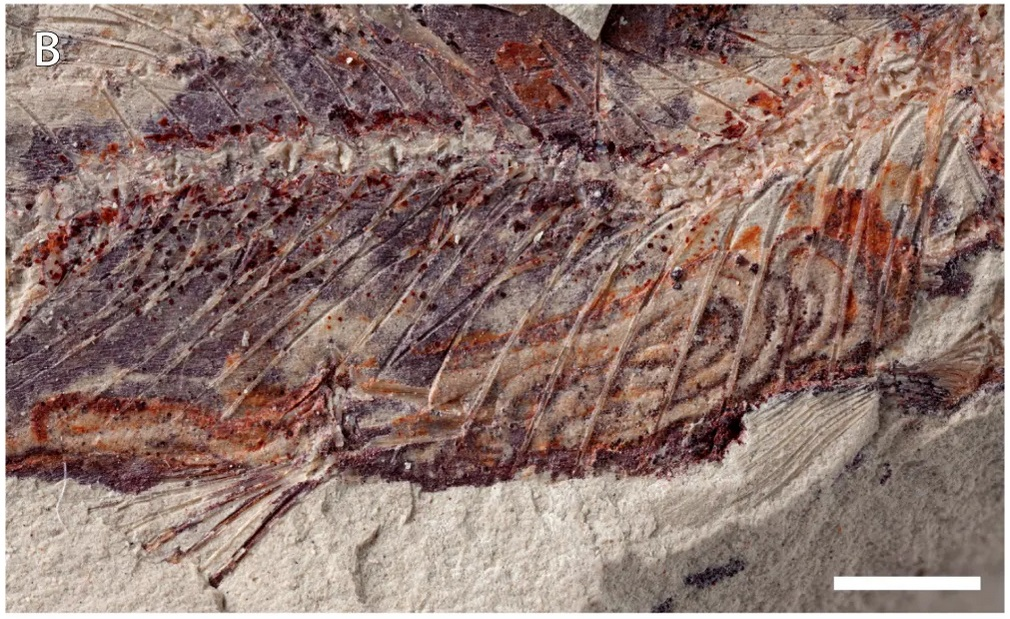
Particolare di un fossile di Spinocaudichthys in cui si è conservato il tratto dell'intestino

## Paleoecologia
Spinocaudichthys, al contrario della maggior parte degli acantomorfi arcaici, viveva in un ambiente di acqua dolce (Filleul e Dutheil, 2001).
Un esemplare di Spinocaudichthys studiato nel 2018 si è conservato in condizioni eccezionali, con tanto di traccia fossile dell'intestino. La morfologia dell'intestino si è conservata grazie alla rapida mineralizzazione degli idrossidi di ferro attorno ad esso. Al contrario degli intestini dritti e corti, tipici dei teleostei carnivori, l'intestino di Spinocaudichthys era lungo e altamente convoluto, e ciò indica una probabile dieta erbivora. Ciò dimostrerebbe quindi che gli acantomorfi avevano già conquistato varie nicchie ecologiche all'inizio della loro storia evolutiva, prima della loro successiva diversificazione filogenetica sia in ambienti marini che di acqua dolce conseguente all'evento di estinzione del Cretaceo - Paleogene (Davesne et al., 2018).  